# Jenna Presley
Jenna Presley (Berkeley Heights, 1 de abril de 1987) é uma ex-atriz pornográfica americana.

## Biografia
Nascida em 1 de abril de 1987 em Berkeley Heights, Nova Jersey, sendo a mais velha de três irmãos, formou-se no colégio Hilltop High School, Califórnia. Começou sua carreira na indústria pornográfica em 2005, aos 18 anos de idade.
Dentre as atrizes da indústria pornográfica, está entre as que possuem ejaculação feminina (squirt). Desde que iniciou a sua carreira, fez mais de 220 cenas. Em 2010, ela foi nomeada pela Maxim como uma das doze maiores estrelas pornô do sexo feminino.
Em 2013 ela abandonou sua carreira e passou a atuar na XXXChurch, uma organização religiosa que ajuda pessoas a deixar a indústria pornográfica.

## Prêmios
- 2006: Nightmoves Award – Escolha dos Fãs de Melhor Estrela Revelação[6]
- 2006: XRCO Award – Cream Dream — indicada[7]
- 2007: AVN Award – Best New Starlet — indicada[7]
- 2010: AVN Award – Best Solo Sex Scene – Self Service — indicada[8]
- 2012: AVN Award – Best Solo Sex Scene – This Ain't Two and a Half Men XXX — indicada[9]
- 2012: AVN Award – Best Three-Way Sex Scene (G/G/B) – Party Girls — indicada[9]